# Gouvernement Lahidsch
Lahidsch (arabisch لحج, DMG Laḥiǧ) ist eines der 22 Gouvernements des Jemen. Es liegt im Südwesten des Landes.
Lahidsch hat eine Fläche von 15.210 km² und rund 1.034.000 Einwohner. Das ergibt eine Bevölkerungsdichte von 68 Einwohnern pro km².